# Little Mosque on the Prairie
Little Mosque on the Prairie (A Mesquita da Pradaria, em Portugal) é uma sitcom canadense produzida pela CBC Television. A série, criada por Zarqa Nawaz e produzida pela WestWind Pictures, aborda a vida de um grupo de muçulmanos no interior do Canadá. As filmagens ocorreram em Toronto e Indian Head. É transmitida em Portugal no canal AXN Black.